# Casuarina equisetifolia
Casuarina equisetifolia är en tvåhjärtbladig växtart som beskrevs av Carl von Linné. Casuarina equisetifolia ingår i släktet Casuarina och familjen Casuarinaceae. Inga underarter finns listade i Catalogue of Life.

## Bildgalleri

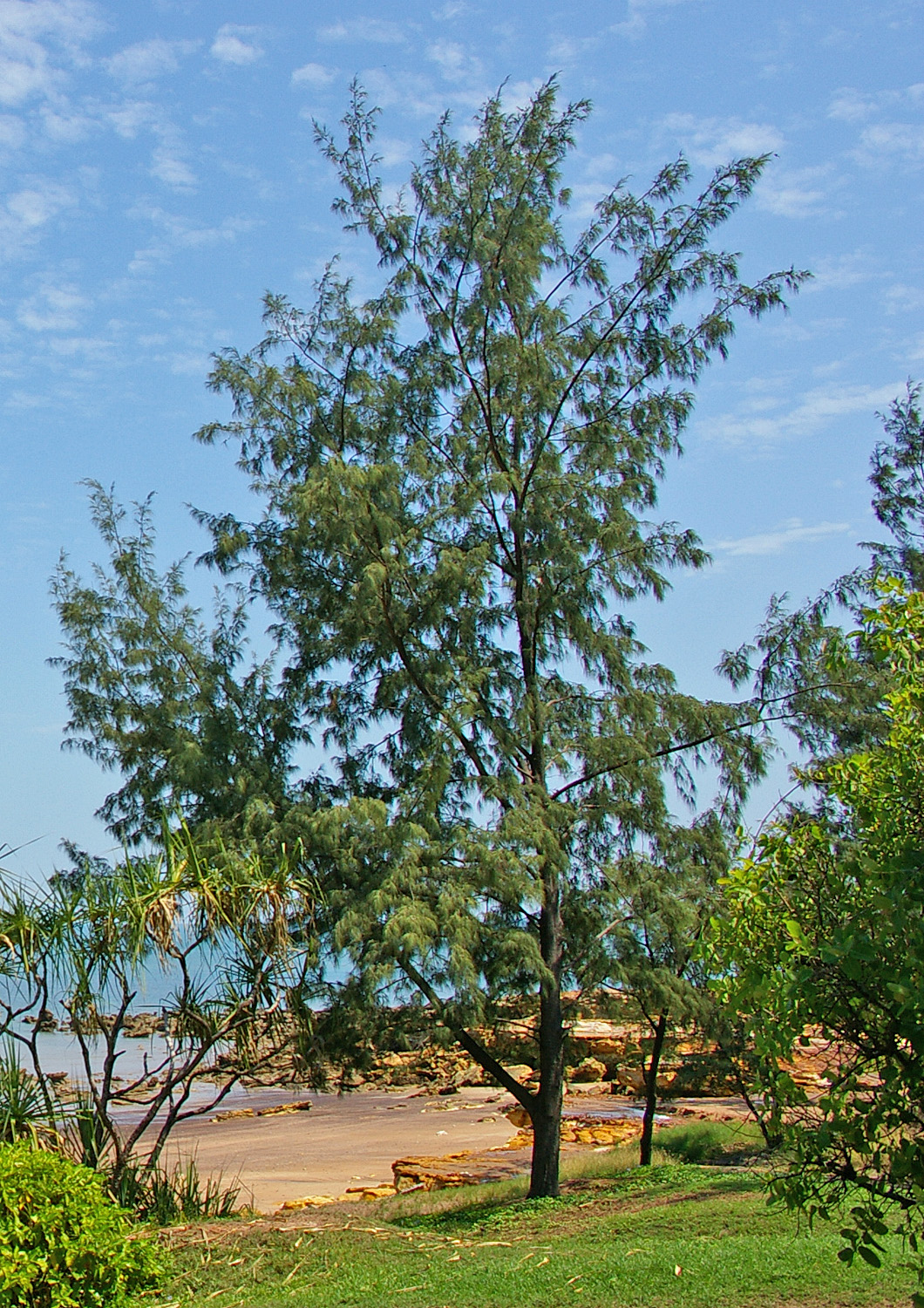
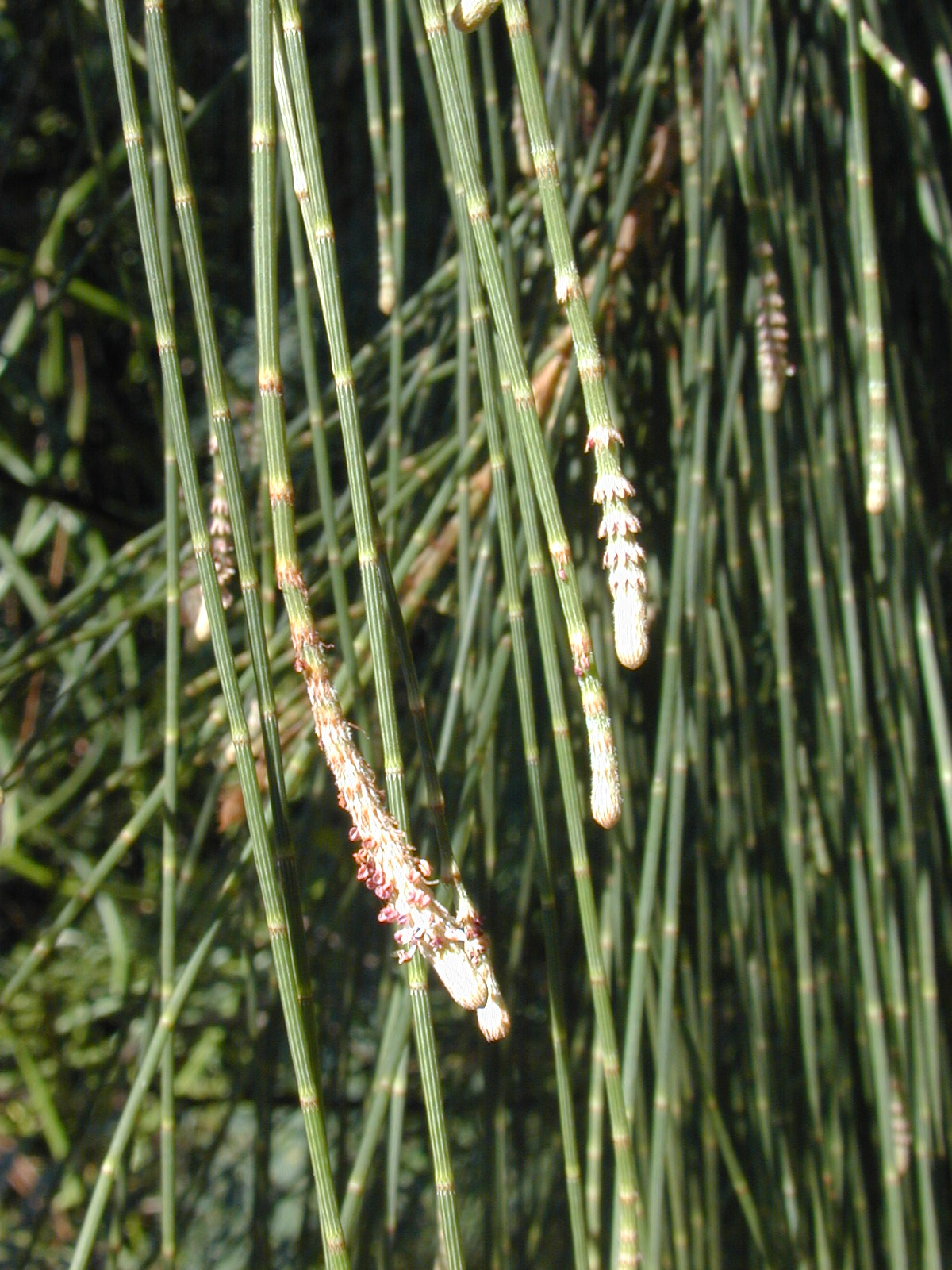
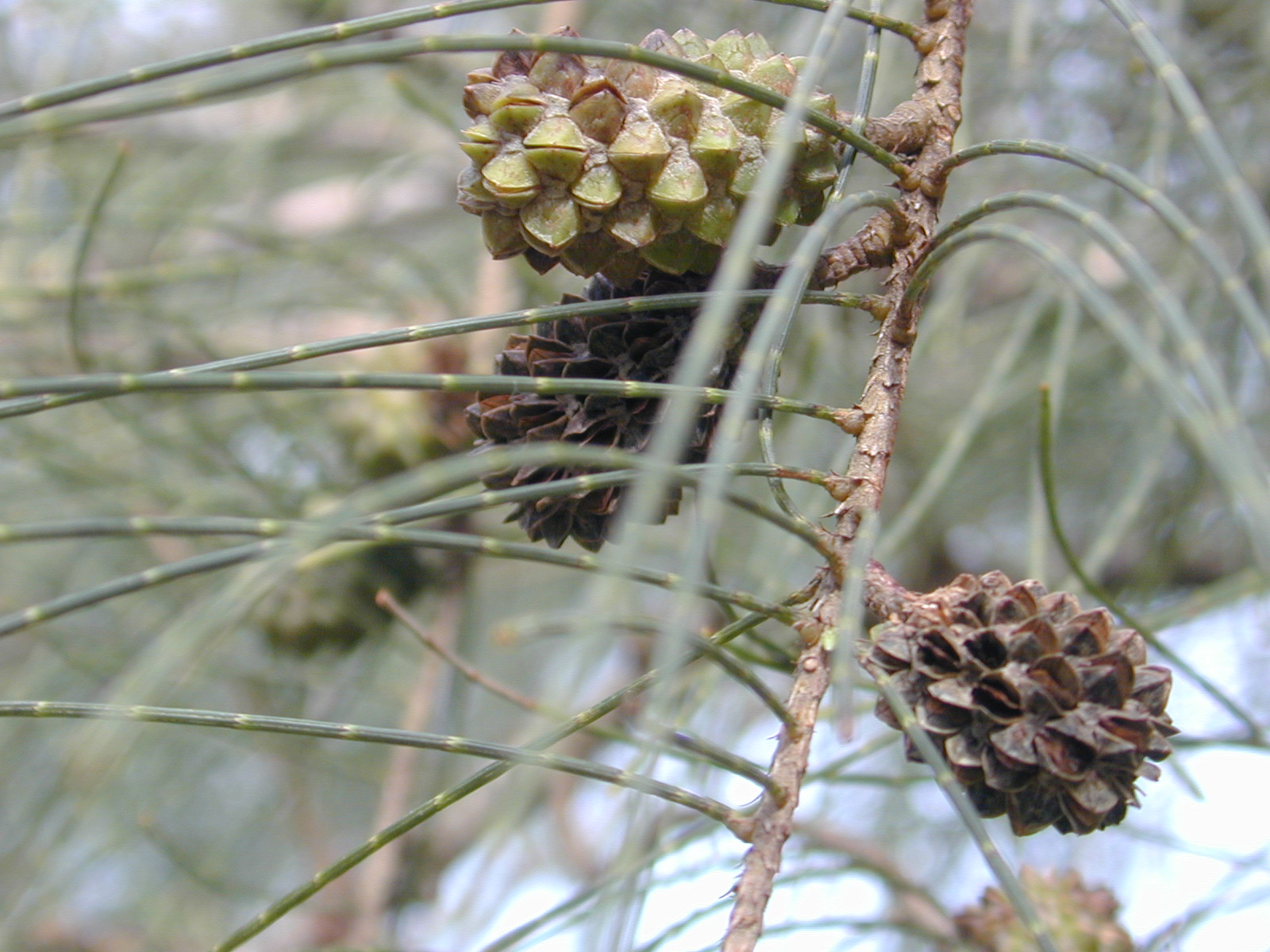
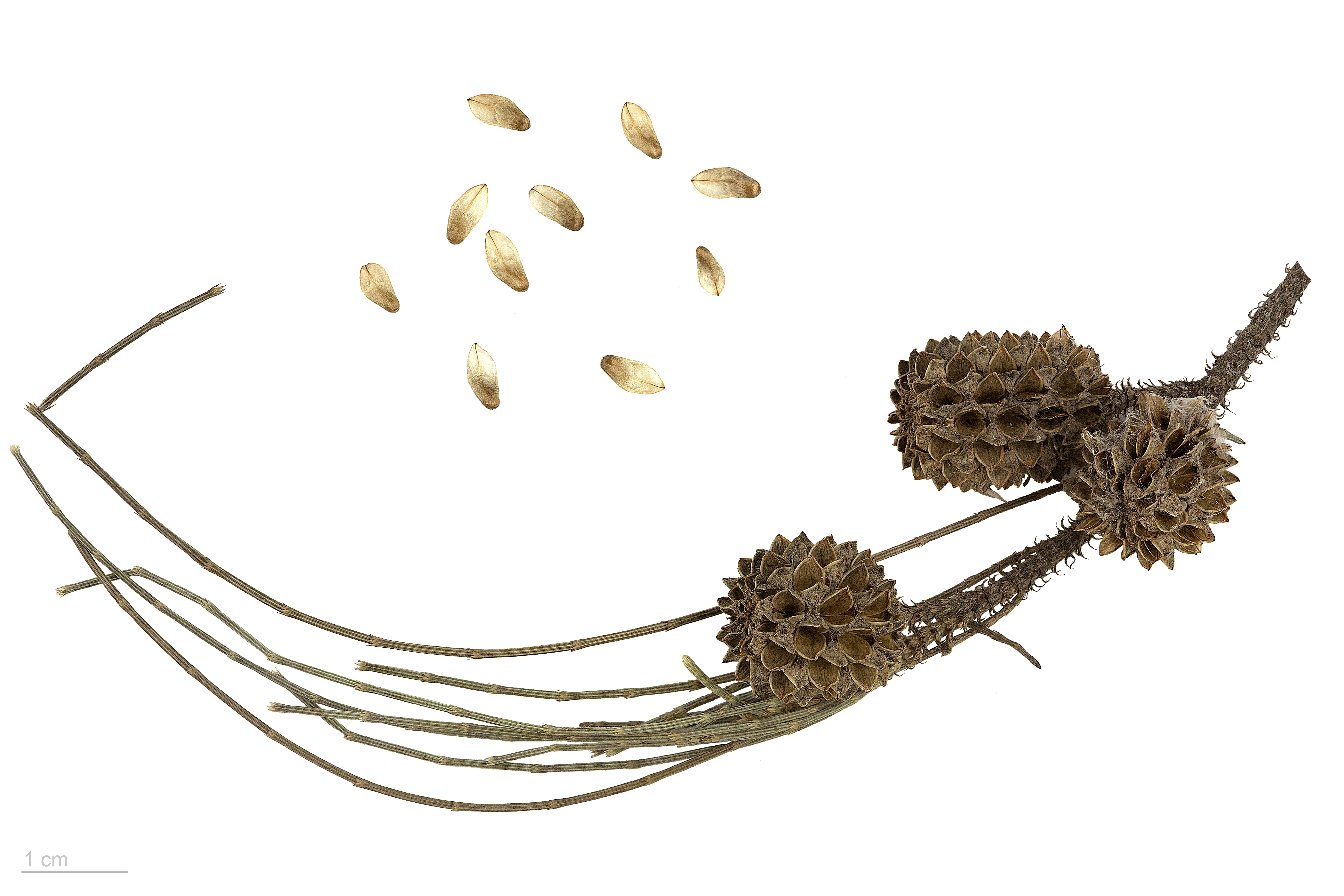
Casuarina equisetifolia - Museum specimen